# 吕迪格·阿布拉姆奇克
吕迪格·阿布拉姆奇克（德語：Rüdiger Abramczik，1956年2月18日—），德国男子足球运动员，场上位置是前锋。他曾代表西德国家队参加1978年国际足联世界杯，结果队伍止步第二轮。